# 伊萨姆·扎赫雷丁
伊萨姆·傑德安·扎赫雷丁（阿拉伯语：عصام  جدعان زهر الدين、1961年9月9日—2017年10月18日），也称伊萨姆·扎希尔·埃尔丁、伊萨姆·扎拉黑丁，是叙利亚共和国卫队的一名少将。他参与指挥了叙利亚内战的一系列战役；其中最著名的战绩是在代尔祖尔之围中，成功领导并镇守了被围困的代尔祖尔长达三年。2017年10月18日，叙利亚阿尔马达新闻社报道，在代尔祖尔地区萨克岛（Saqr Island）追击伊斯兰国的行动中，伊萨姆·扎赫雷丁因触地雷身亡。

## 早年
1961年，扎赫雷丁出生于苏韦达省塔尔巴的一个小村庄, 信仰德鲁兹派。1980年至1982年，他应征在复兴党民团担任士兵。1982年，他在机械部队任职。

## 叙利亚内战
叙利亚内战爆发后，扎赫雷丁取代于2012年变节的马纳夫·塔拉斯准将，指挥叙利亚共和国卫队第104旅，镇守大马士革郊区杜玛镇与哈拉斯塔。该旅曾受现任总统巴沙尔·阿萨德指挥，在1994年巴塞勒·阿萨德身亡前亦曾受他指挥过。在早期叙利亚内战公民抗议时期，扎赫雷丁作为104旅指挥官，指挥了一系列逮捕抗议者的行动；因此他也被叙利亚反对派称为“德鲁兹野兽”（Druze Beast）。
随着叙利亚内战升级，扎赫雷丁也成为叙利亚德鲁兹派中为政府军效力的其中一位最为重要和最高级别的人物，因此他也被反对派及德鲁兹反战派广泛批评：黎巴嫩德鲁兹派领导人瓦立德·琼卜拉特指责扎赫雷丁是“与自己的人民作战”；扎赫雷丁也被禁止出席2013年2月德鲁兹派在苏韦达召开的宗教会议，但在效忠于叙利亚政府的德鲁兹派眼中，扎赫雷丁却是一名英雄，拥有大量追随者。
2012年，他率部参加霍姆斯之围与反对派进行交战，并最终获得胜利。2013年，他由准将晋升为少将。同年，随着阿勒颇攻势开始，扎赫雷丁原本计划进攻阿纳丹。但由于代尔祖尔战事吃紧以及指挥官贾米尔少将不幸战死，他被调往代尔祖尔协助稳定战局，期间他频繁视察前线并与前线士兵并肩作战。2013年11月27日，扎赫雷丁在阿拉底什（al-Rashdiya）地区指挥军队时腿部中枪受伤。2014年，在代尔祖尔省几乎完全被伊斯兰国占领后，扎赫雷丁率领104旅困守孤城。2015年5月，随着伊斯兰国攻入巴尔米拉，代尔祖尔的政府军陷入完全的重围之中，局势更加严峻。2015年7-8月，伊斯兰国围绕哈塞克省，库尔德人与叙利亚政府军联军一度陷入被动，扎赫雷丁率领500名104旅官兵乘坐运输机增援哈塞克城，伊斯兰国被迫撤出。9月，扎赫雷丁父子到苏韦达参加谢赫·瓦希德·阿巴鲁的葬礼，阿巴鲁生前是著名的德鲁兹派反战活动家。其他的时间，他都在率领104旅在前线死守被伊斯兰国围困的代尔祖尔。
2017年7月，叙利亚老虎部队在俄罗斯空军的协助下，发动中部战役，接连收复大量城镇。2017年9月5日，老虎部队攻入代尔祖尔，成功解围，巴沙尔·阿萨德总统赞扬伊萨姆·扎赫雷丁在长达三年时间的代尔祖尔防御战中所担任的角色。他利用这个机会感谢参与解除围困的盟军，但也告竭叙利亚难民“永远不要回来”，并称“即使国家原谅你，我们也永远无法原谅或忘记。”但在随后的一个音频中，扎赫雷丁澄清其仅仅是警告那些举起武器反对叙利亚军队的人们不应返回。
2017年10月18日，伊萨姆·扎赫雷丁在代尔祖尔郊区萨克岛（Saqr Island）率领追击伊斯兰国组织的行动中，其座驾误触地雷，引发爆炸而殉国。

## 家庭
伊萨姆·扎赫雷丁的长子亚诺布（英語：Yarob）也在104旅效力。